# تابون
التابون (إيثيل ثنائي ميثيل فوسفورياميدوسيانيدات) مادة سامة جدا، وهو سائل شفاف لا لون أو طعم له وتنبعث منه رائحة فاكهية خفيفة. تم تصنيفه ضمن المواد المؤثرة على الأعصاب بسبب أنه يتدخل في سير العمل الطبيعي للجهاز العصبي لدى الثدييات.وكسلاح كيميائي، تم تصنيفه كسلاح دمار شامل بواسطة الامم المتحدة طبقا لقرار الأمم المتحدة رقم 687. يعتبر التابون هو الأول في «السلسلة جي» من العوامل المؤثرة على الأعصاب والتي تضم أيضا: غاز السارين، والسومان، الفي اكس.

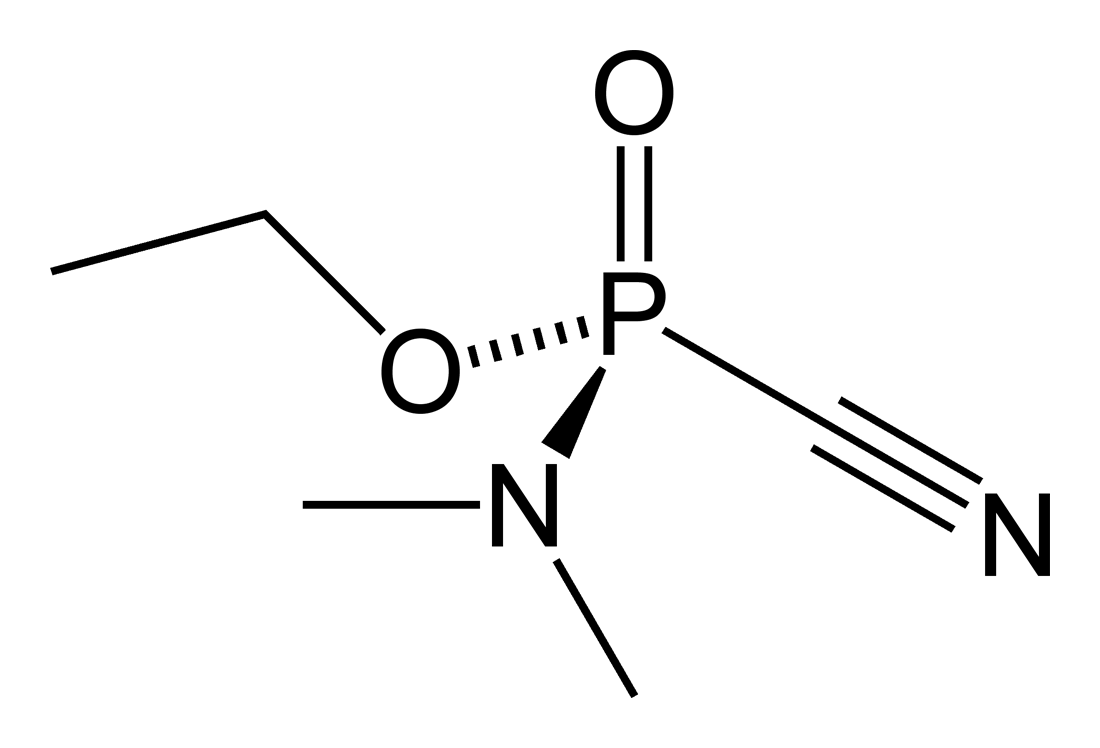
التركيب الكيميائي للتابون

التابون النقي سائل شفاف بينما الدرجات الاقل نقاء تكون بنية اللون. التابون هو مادة كيميائية متطايرة ولكن بدرجة اقل من السارين والسومان ولذلك يمكن استخدامه لتلويث المياه.

## تصنيعه
تم تصنيع التابون على النطاق الصناعي بواسطة الالمان خلال الحرب العالمية الثانية، اعتمادا على طريقة ابتكرها د.جيرهارد شريدر. وبين عامي 1942 و1945 أنتج 12000 طن من التابون في مصنع «هوخ فيرك» الكيميائي بألمانيا.
تمر عملية التصنيع بخطوتين رئيسيتين (كما هو موضح في الشكل):
1. تفاعل غاز «الثنائي ميثيل امين» مع كميات كبيرة من «كلوريد الفوسفوريل»، منتجة «كلوريد ثنائي ميثيل امونيوم» و«ثنائي كلوريد ثنائي ميثيل اميدو فوسفوريك». يتم تنقية «الثنائي كلوريد ثنائي ميثيل اميدو فوسفوريك» بالتقطير ثم ينقل إلى الخط الرئيسي لإنتاج التابون.
2. يتفاعل «الثنائي كلوريد ثنائي ميثيل اميدو فوسفوريك» مع كميات كبيرة من سيانيد الصوديوم المبعثر في الكلورو بنزين الجاف منتجة المركب الوسطي «ثنائي سيانيد ثنائي ميثيل اميدو فوسفوريك» و"كلوريد الصوديوم"، يضاف الكحول الايثيلي إلى التفاعل ليتفاعل مع «ثنائي سيانيد ثنائي ميثيل اميدو فوسفوريك» ليكون «التابون» و«سيانيد الهيدروجين».

الناتج النهائي من هذا التفاعل هو مزيج مكون من 75% كلوروبنزين، 25% تابون، املاح غير ذائبة، وسيانيد الهيدروجين.
يتم تنقية هذا المزيج بطرق متعددة للحصول على أحد نوعين من التابون: إما «تابون أ» المكون من 95% تابون و5%كلوروبنزين أو «تابون ب» المستخدم في الحروب المكون من 80% تابون و20% كلوروبنزين.

## آثار التسمم
ضيق حدقة العين، رشح الانف، زيادة افراز اللعاب، صعوبة في التنفس وزيادة افرازات الجهاز التنفسي، التعرق الزائد، بطء ضربات القلب، فقدان الوعي، تشنجات، فقدان التحكم في التبول والتبرز.
التابون شديد السمية حتى ولو كان بجرعات صغيرة. تختلف شدة وعدد الاعراض تبعا للكمية المعرض لها المريض المسمم بالتابون ومعدل امتصاصه بواسطة الجسم.
الجرعة المميتة للنصف من التابون تقدر ب 400 مج-دقيقة/م3 

## العلاج
3 حقن من أي مضادات للتابون مثل الاتروبين(Atropine). يمكن أيضا استخدام براليدوكسيم كلوريد(Pralidoxime chloride) ولكن يشترط لفعاليته أن يعطي للمريض بعد فترة قصيرة من التسمم.